# Ophiodon
Ophiodon is een monotypisch geslacht van straalvinnige vissen uit de familie van de groenlingen (Hexagrammidae), orde schorpioenvisachtigen (Scorpaeniformes).

## Soort
- Ophiodon elongatus Girard, 1854